# Луиджи Мусо
Луиджи Мусо (Рим, 28 юли 1924 г. – Реймс, 6 юли 1958 г.) е италиански автомобилен състезател.
В началото на кариерата си кара спортни коли, но впоследствие дебютира във Формула 1 през 1953 г. През 1954 г. той печели Coppa Acerbo, което не е F1 състезание. Единствената му победа като пилот във Формула 1 е през 1956 г. В Аржентина. Загива през 1958 г. при инцидент по време на френското Гран при на пистата Реймс жуе.
Луиджи Мусо записва 1 победа, 7 подиума и общо 44 точки в кариерата си.